# مولای احمد ریاض
مولای احمد ریاض (انگلیسی: Moulay Ahmed Riadh؛ زادهٔ ۱۲ مارس ۱۹۴۸) بازیکن بسکتبال اهل مراکش است. وی عضو تیم ملی بسکتبال مراکش در بازی‌های المپیک تابستانی ۱۹۶۸ بوده‌است.